# جيم فيرغوس
جيم فيرغوس (بالإنجليزية: Jim Fergus)‏ هو كاتب أمريكي، ولد في 23 مارس 1950 في شيكاغو في الولايات المتحدة.